# Епископ темишварски Јоаникије
Јоаникије Владисављевић (?-7. октобар 1727, Темишвар) био је епископ Темишварске епархије Српске православне цркве.

## Биографија
Био је владика Темишварске епархије од 1713. до 1727. године. За владику је изабран 1713. године још на Синоду у Пећи. Ступио је у везу са аустријском војском у Темишвару, када је град ослобађан. Дворски војни савет аустријски је потврдио његов избор тек 18. априла 1722. године. Потписивао се са „Хаџи”, што значи да је походио Свету земљу.
Продао је неке књиге из „темишварске резиденције” донете из Русије, војловачком игуману Игњатију, који је обнављао манастирске библиотеке. Његова библиотека је било изузетно богата и занимљива и 1727. године је садржавала 49 наслова. У њој је било много ретких руских богослужбених књига, те више српских рукописа и четири грчка наслова. Владика је поседовао и небогословско штиво и сматран је за човека широких интересовања.
Умро је епископ Јанићије 8. октобра 1727. године у Темишвару.